# Yusuf Lule
Yusuf Kironde Lule (Kampala, 10 aprile 1912 – Londra, 21 gennaio 1985) è stato un politico ugandese.
È stato Presidente ad interim dell'Uganda dall'aprile al giugno 1979.